# Kim Eun-hui
Kim Eun-hui (kor. 김 은희; ur. 14 kwietnia 1973) – południowokoreańska judoczka. Olimpijka z Barcelony 1992, gdzie zajęła dziewiąte miejsce w wadze półlekkiej.
Uczestniczka Pucharu Świata w 1992 roku.

## Letnie Igrzyska Olimpijskie 1992
| Konkurencja | Rundy eliminacyjne       | Repasaże               | Repasaże                  | Klas. końcowa |
| Konkurencja | Przeciwnik I             | Przeciwnik I           | Przeciwnik II             | Miejsce       |
| ----------- | ------------------------ | ---------------------- | ------------------------- | ------------- |
| 52 kg       | Noriko Mizoguchi (JPN) P | Lisa Boscarino (PUR) Z | Alessandra Giungi (ITA) P | 9.            |